# Capuchinhos de Sarrià

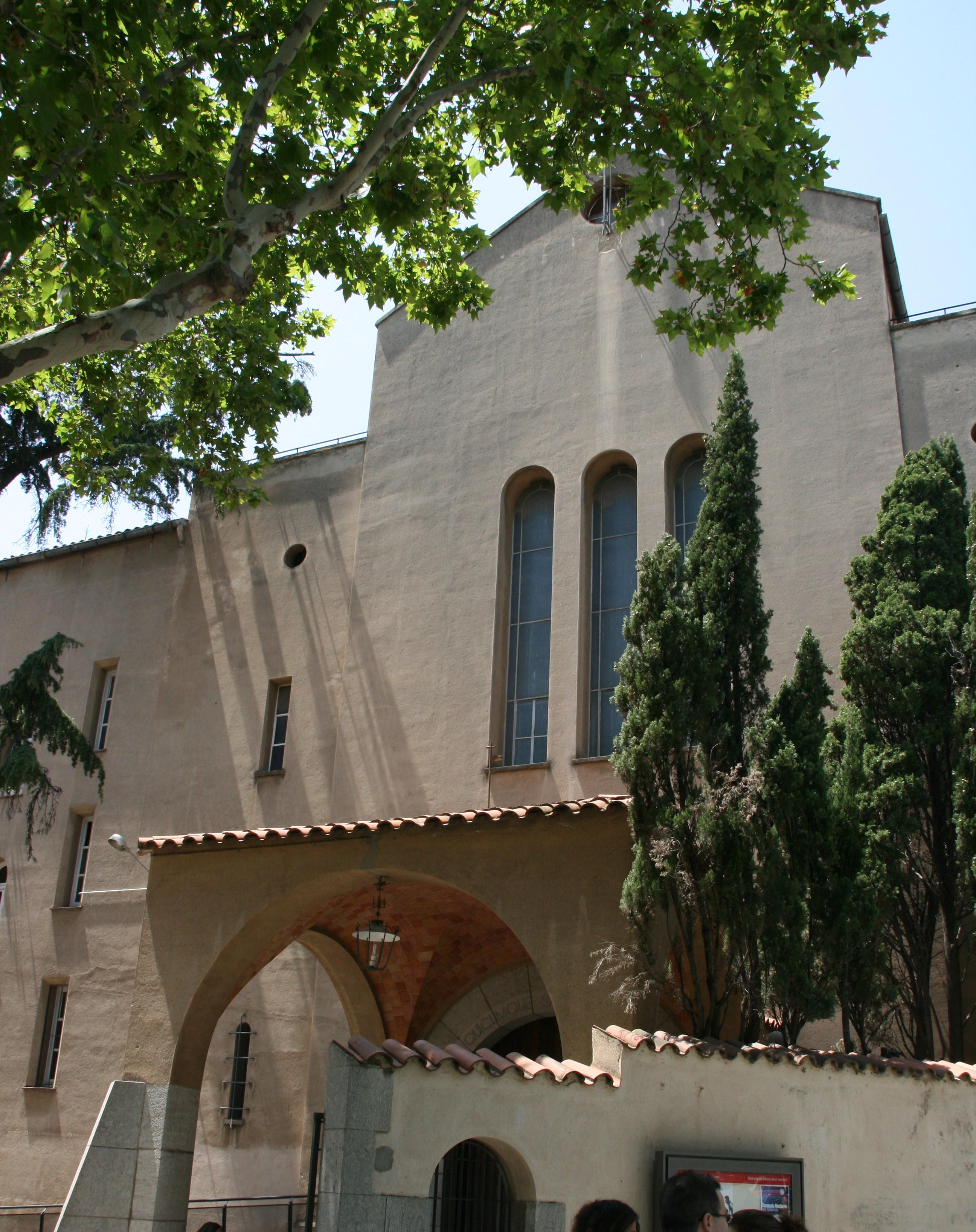
Fachada da igreja dos Capuchinhos de Sarrià

Os Capuchinhos de Sarriá são uma comunidade dos Capuchinhos que se instalou em Barcelona em 1578 por requerimento do Consell de Cent (órgão de governo municipal antigo de Barcelona), e contra a vontade do rei Filipe II.

## História

### Início

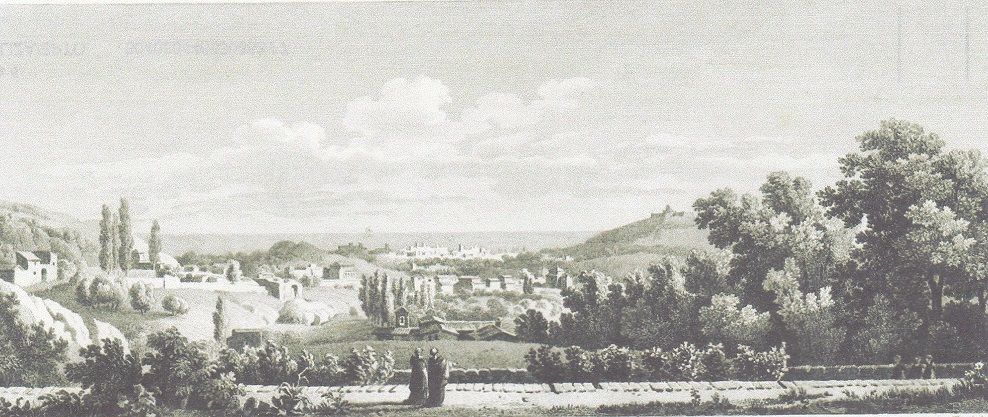
Vista de Barcelona do convento dos Capuchinhos no Deserto de Sarrià

Após um pedido do Consell de Cent (antigos governantes da cidade de Barcelona) em 1578, alguns capuchinhos da Itália vieram para Barcelona, e se estabeleceram no eremitério de Santa Madrona perto de Montjuïc. Após um curto período, eles ficaram por mais um curto período em Sant Gervasi de Cassoles, mas apenas no mesmo ano os frades se mudaram para um lugar chamado Deserto de Sarrià (neste contexto deserto significa lugar desabitado), onde havia uma capela para Santa Eulalia, que havia sido construída durante o século XV. tinha sido tradicionalmente considerado o local de nascimento deste mártir de Barcelona. Assim, em 1578, este lugar foi dado aos frades capuchinhos para que pudessem encontrar um convento de sua ordem. Este convento foi o primeiro de sua ordem na Península Ibérica. Este primeiro convento capuchinho coexistiu com o de Montcalvari, que também foi fundado durante esses anos fora dos muros de Barcelona. Durante o cerco de 1714 na Guerra da Sucessão Espanhola, o convento foi tomado pelo exército, mas a maioria dos capuchinhos poderia permanecer a fim de cumprir seus deveres religiosos, e o lugar era respeitado.
O convento de Sarrià foi, portanto, o primeiro dos Capuchinhos na Península Ibérica, e desapareceu em 1835 com a apreensão dos bens da igreja durante os confiscos eclesiásticos de Mendizábal. As terras foram adquiridas pelo italiano Enrico Sisley. Ele os pegou de uma forma não totalmente legal e sem qualquer explicação lógica.

### Restauração
Após alguns anos e tentativas fracassadas, a família Ponsich de Sarrià doou as terras atuais, onde o convento começou a ser construído em 1887. Desde 1900, tornou-se o centro da cúria provincial e centro de estudos. Tornou-se também um centro cultural, que foi frequentemente visitado por importantes intelectuais no início do século XX na Catalunha, como Josep Carner, Carles Riba, Jaume Bofill, Francesc Pujols e Francesc Cambó. O convento também foi um importante centro de estudos bíblicos, com figuras importantes como Antoni M. de Barcelona ou Marc de Castellví. Miquel d'Esplugues foi presidente da Fundação Bíblica Catalã, que, entre outras obras, fez a tradução para o catalão a partir dos textos originais, que era quase contemporâneo da outra versão feita em Montserrat por Bonaventura Ubach. Essa tradição de estudos bíblicos continuou até agora, com especialistas atuais como Frederic Raurell, Enric Cortès e Jordi Cervera.

Miquel d'Esplugues também fundou e foi o diretor da revista Estudios Franciscanos em 1907. Esta revisão ainda é publicada, após um curto período após a Guerra Civil Espanhola, na qual não foi publicada. Ele também fundou em 1925 a primeira revisão catalã sobre filosofia, Criterion (1925-1936).

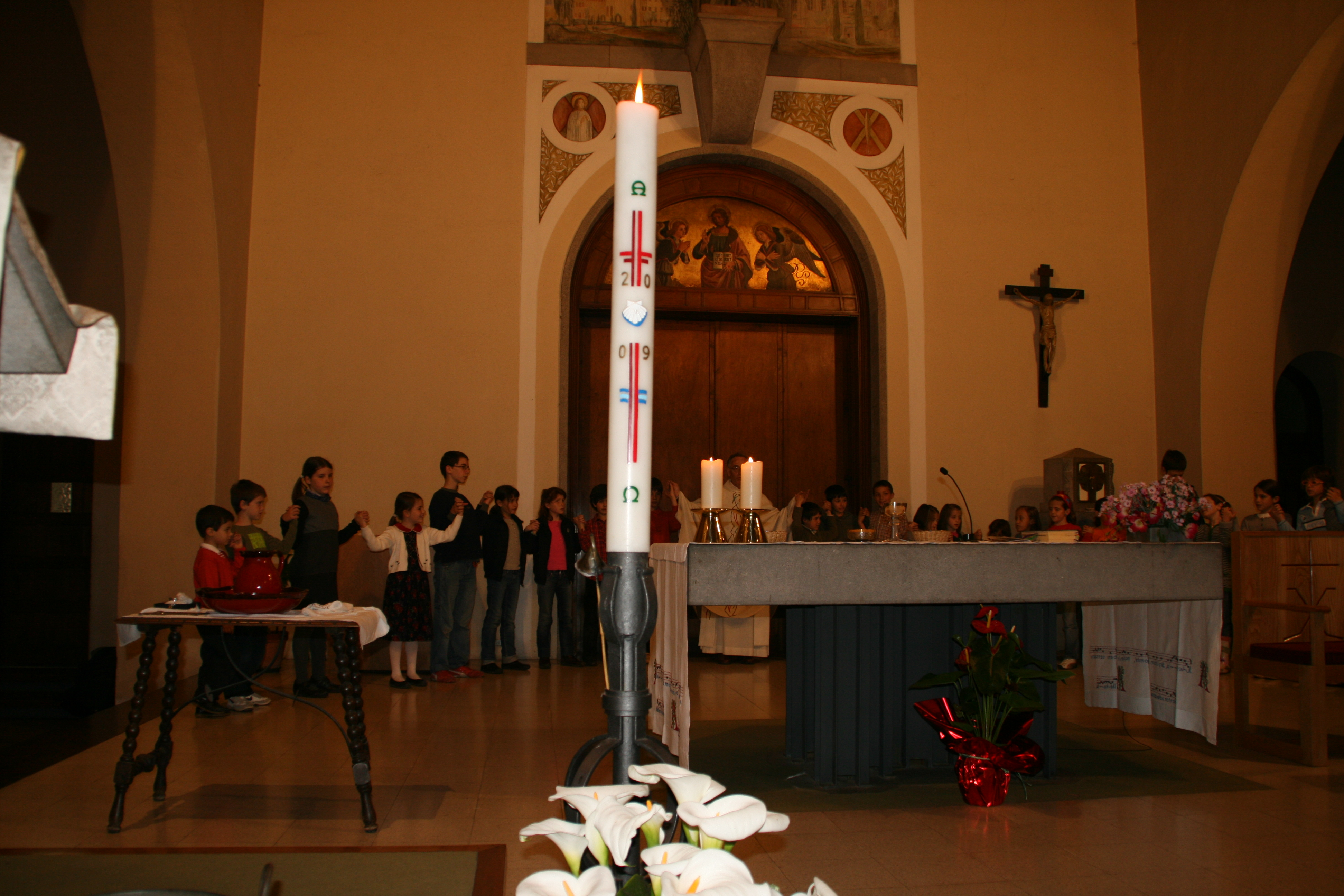
Interior da igreja dos Capuchinhos de Sarrià

Em 1936, o convento foi queimado e sacado pela milícia anarquista, mas os vizinhos ajudaram a salvar parte da biblioteca. Em 1939 a restauração começou, sob a direção do arquiteto Pere Benavent. A revista Estudios Franciscanos foi publicada novamente desde 1948. A nova diretora foi Basili de Rubí. Critério também foi publicado novamente em 1959, mas agora era uma coleção de questões filosóficas e religiosas. Basili de Rubí também foi o novo diretor, e durante um curto período de tempo, Àlvar Maduell. A cobrança seria inicialmente uma revisão, mas as leis do ministro franquista Manuel Fraga Iribarne não autorizaram isso, e a revisão foi encerrada em 1969.
Durante a década de 1950, Basili de Rubí fundou a associação Franciscalia. Era uma associação com o objetivo de promover a espiritualidade e a cultura. Teve colaboradores leigos como Roc Llorens, Josep Maria Piñol, Jordi Maragall e Tomás Carreras Artau, entre outros.
Em 1966, o convento realizou uma reunião de estudantes, que era conhecida como Caputxinada, onde houve uma assembleia na qual o Sindicat Democràtic d'Estudiants de la Universitat de Barcelona (SDEUB – União de Estudantes Democráticos da Universidade de Barcelona) foi fundado. A polícia cercou o convento durante três dias, e isso causou um estado de simpatia, mesmo a nível internacional.
Sob o altar de uma capela, dentro de um vaso, há os restos de nove dos vinte e seis mártires capuchinhos do início da Guerra Civil Espanhola. O resto não foi encontrado. Estes mártires foram beatificados em 21 de novembro de 2015 na Catedral de Barcelona.
Atualmente, o convento de Sarrià abriga o Museu Etnográfico Missões, a Biblioteca Hispano-Capuchinha e o Arquivo Provincial dos Capuchinhos da Catalunha e das Ilhas Baleares, entre outros. Em 2006 recebeu a Medalha de Honra de Barcelona.

## Capuchinhos ilustres

### Missioneiros
- Josep Busquets i Quintana
- Camil Plàcid Crous i Salichs
- Maties Solà i Farell
- Francesc Xavier Vilà i Mateu

### Filósofos
- Miquel d'Esplugues
- Jordi Llimona i Barret

### Historiadores
- Basili de Rubí
- Nolasc del Molar
- Martí de Barcelona
- Valentí Serra de Manresa

### Teólogos
- Joan Botam i Casals
- Esteve Blanch i Busquets

### Biblistas
- Antoni Maria de Barcelona.
- Marc de Castellví.
- Frederic Raurell.
- Enric Cortès.
- Jordi Cervera.

## Publicações
- Estudios Franciscanos (Estudos Franciscanos). É uma revista de estudos eclesiásticos e franciscanos fundada, com finalidades apologéticas, por Miquel d'Esplugues em 1907. Deixou de se editar em 1936 e voltou a se editar a partir de 1948. Atualmente, é o órgão científico de investigação de todas as províncias capuchinhas de Espanha e Portugal. Publica artigos em todas as línguas faladas na Península Ibérica.
- Catalunya Franciscana (Catalunha Franciscana). Nasce no ano 1926 em atenção ao Terceira Ordem Franciscana. O diretor atual é Josep Manuel Vallejo.